# One Percent More Humid
One Percent More Humid es una película dramática estadounidense de 2017 escrita y dirigida por Liz W. Garcia. La película está protagonizada por Juno Temple, Julia Garner, Alessandro Nivola, Maggie Siff, Olivia Luccardi y Philip Ettinger.

## Sinopsis
Catherine e Iris, que eran amigas de la infancia, regresan a casa de la universidad en un verano caluroso y húmedo en Nueva Inglaterra. Están llenando sus días y noches con fiestas, bañarse desnudas y reavivar viejas relaciones. Pero cuando un trauma compartido de su pasado se vuelve cada vez más difícil de reprimir, crece una brecha entre las dos y cada una comienza a perseguir aventuras amorosas prohibidas.

## Reparto
- Juno Temple como Iris
- Julia Garner como Catherine
- Alessandro Nivola como Gerald
- Maggie Siff como Lisette
- Olivia Luccardi como Mae
- Philip Ettinger como Billy
- Mamoudou Athie como Jack
- Liz Larsen como la madre de Catherine
- Jack DiFalco como Reynolds
- Ricky Goldman como Alex

## Estreno
La película se estrenó en el Festival de Cine de Tribeca el 21 de abril de 2017. La película se estrenó de forma digital el 10 de octubre de 2017.

## Recepción
One Percent More Humid recibió reseñas generalmente mixtas de parte de la crítica y de la audiencia. En el sitio web agregador de reseñas Rotten Tomatoes, la película posee una aprobación de 50%, basada en 2 reseñas, con una calificación de 5.0/10, mientras que de parte de la audiencia tiene una aprobación de 40%, basada en más de 50 votos, con una calificación de 3.1/5.
En el sitio IMDb los usuarios le asignaron una calificación de 5.6/10, sobre la base de más de 846 votos, mientras que en la página web FilmAffinity la cinta tiene una calificación de 4.5/10, basada en 111 votos.